# Macuco (Río de Janeiro)
Macuco es un municipio brasileño situado en el estado de Río de Janeiro. Tiene una población estimada, en 2024, de 5601 habitantes.
Tiene una superficie total de 78.36 km².

## Historia
La historia de Macuco está íntimamente ligada a la línea ferroviaria construida en 1860 por el Barón de Nova Friburgo, con el fin de facilitar el flujo de grandes cosechas de café hacia la entonces capital del imperio, Río de Janeiro.